# Bouzy
Bouzy is een gemeente in het Franse departement Marne (regio Grand Est). De plaats maakt deel uit van het arrondissement Épernay. Bouzy telde op 1 januari 2022 833 inwoners.
De gemeente staat op de lijst van grand cru-gemeenten van de Champagne. Dat betekent dat alle druiven uit de wijngaarden binnen deze gemeente, ongeacht de bodem en de ligging, een "grand cru" champagne leveren. Deze gemeente staat bekend als een van de beste terroirs van de Champagne.

## Geografie
De oppervlakte van Bouzy bedroeg op 1 januari 2022 6,26 vierkante kilometer; de bevolkingsdichtheid was toen 133,1 inwoners per km².

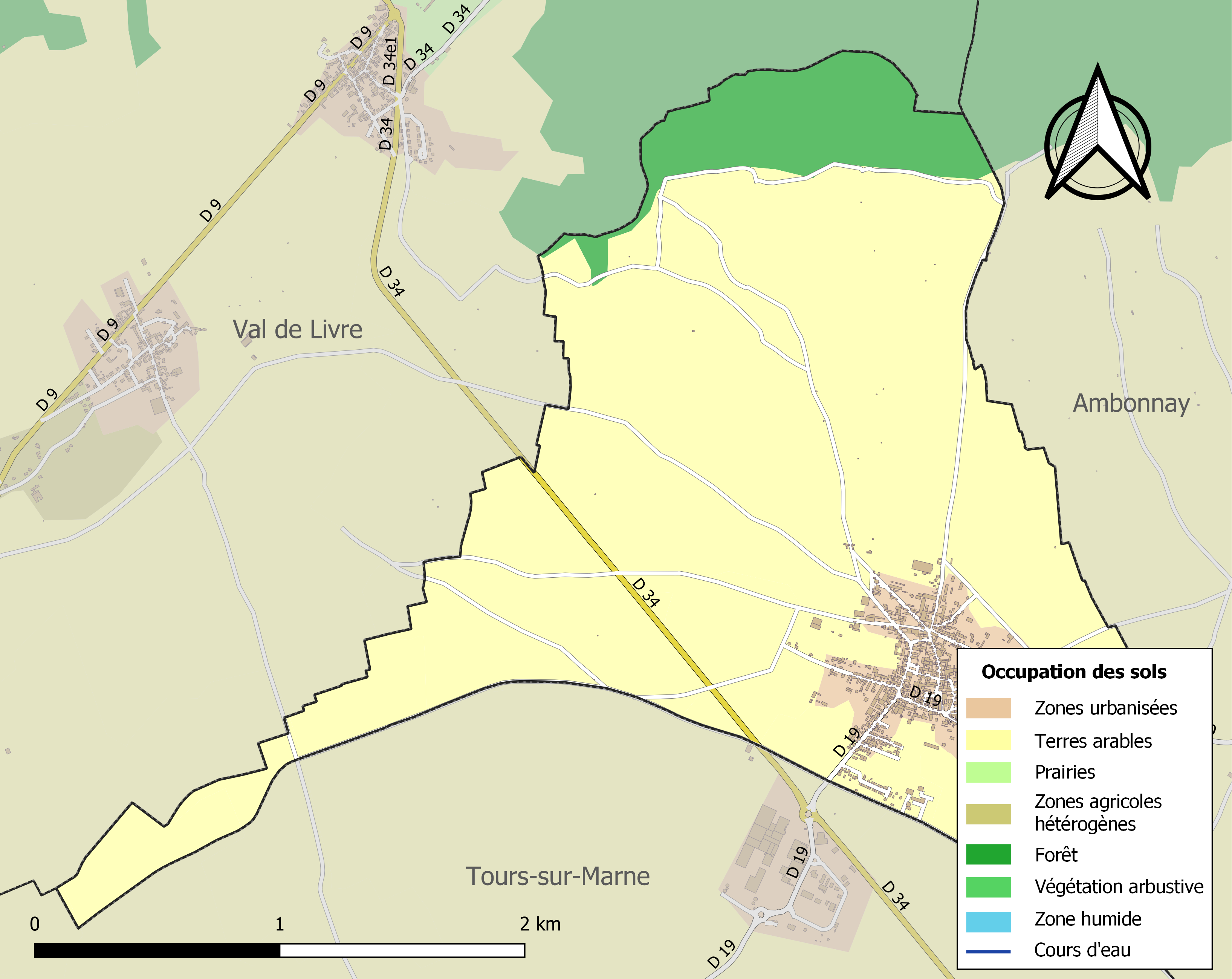
Kaart van de gemeente met de belangrijkste infrastructuur, bodemgebruik en omliggende gemeenten

## Demografie
Onderstaande figuur toont het verloop van het inwonertal (bron: INSEE-tellingen).